# Nîvna, Dzerjînsk
Nîvna (în ucraineană Нивна) este localitatea de reședință a comunei Nîvna din raionul Dzerjînsk, regiunea Jîtomîr, Ucraina.

## Demografie
Componența lingvistică a localității Nîvna
     Ucraineană (99,5%)
     Alte limbi (0,5%)
Conform recensământului din 2001, majoritatea populației localității Nîvna era vorbitoare de ucraineană (99,5%), existând în minoritate și vorbitori de alte limbi.